# Liste der grönländischen Rohstoffminister
Die Liste der grönländischen Rohstoffminister listet alle grönländischen Rohstoffminister.
Einen Rohstoffminister gab es erstmals explizit 2002.
| Antritt            | Abgang             | Minister                      | Leben  | Partei            | Regierung         | evtl. übergeordnetes Ministerium |
| ------------------ | ------------------ | ----------------------------- | ------ | ----------------- | ----------------- | -------------------------------- |
| 14. Dezember 2002  | 20. Januar 2003    | Mikael Petersen               | * 1956 | Siumut            | Enoksen I         |                                  |
| 20. Januar 2003    | 13. September 2003 | Finn Karlsen                  | * 1952 | Atassut           | Enoksen II        |                                  |
| 13. September 2003 | 15. April 2005     | Jørgen Wæver Johansen         | * 1972 | Siumut            | Enoksen III       |                                  |
| 15. April 2005     | 1. Dezember 2005   | Hans Enoksen (interim)        | * 1956 | Siumut            | Enoksen III       |                                  |
| 1. Dezember 2005   | 15. Januar 2007    | Jørgen Wæver Johansen         | * 1972 | Siumut            | Enoksen IV        |                                  |
| 15. Januar 2007    | 9. März 2007       | Siverth K. Heilmann (interim) | * 1953 | Atassut           | Enoksen IV        |                                  |
| 9. März 2007       | 12. Juni 2009      | Kim Kielsen                   | * 1966 | Siumut            | Enoksen IV, V     |                                  |
| 12. Juni 2009      | 5. April 2013      | Ove Karl Berthelsen           | * 1954 | Inuit Ataqatigiit | Kleist            |                                  |
| 5. April 2013      | 1. Oktober 2014    | Jens-Erik Kirkegaard          | * 1975 | Siumut            | Hammond I, II     |                                  |
| 1. Oktober 2014    | 12. Dezember 2014  | Finn Karlsen (interim)        | * 1952 | Siumut            | Kielsen (interim) |                                  |
| 12. Dezember 2014  | 5. November 2015   | Anda Uldum                    | * 1979 | Demokraatit       | Kielsen I         |                                  |
| 5. November 2015   | 2. Februar 2016    | Vittus Qujaukitsoq (interim)  | * 1971 | Siumut            | Kielsen I         |                                  |
| 2. Februar 2016    | 27. Oktober 2016   | Randi Vestergaard Evaldsen    | * 1984 | Demokraatit       | Kielsen I         |                                  |
| 27. Oktober 2016   | 15. Mai 2018       | Múte B. Egede                 | * 1987 | Inuit Ataqatigiit | Kielsen II        |                                  |
| 15. Mai 2018       | 5. Oktober 2018    | Vittus Qujaukitsoq            | * 1971 | Nunatta Qitornai  | Kielsen III       |                                  |
| 5. Oktober 2018    | 22. November 2019  | Erik Jensen                   | * 1975 | Siumut            | Kielsen IV, V     |                                  |
| 22. November 2019  | 29. Mai 2020       | Vittus Qujaukitsoq            | * 1971 | Nunatta Qitornai  | Kielsen V         |                                  |
| 29. Mai 2020       | 8. Februar 2021    | Jens Frederik Nielsen         | * 1991 | Demokraatit       | Kielsen VI        |                                  |
| 8. Februar 2021    | 23. April 2021     | Vittus Qujaukitsoq (interim)  | * 1971 | Nunatta Qitornai  | Kielsen VI        |                                  |
| 23. April 2021     | 5. April 2022      | Naaja H. Nathanielsen         | * 1975 | Inuit Ataqatigiit | Egede I           |                                  |
| 5. April 2022      | 5. Juni 2023       | Aqqaluaq B. Egede             | * 1981 | Inuit Ataqatigiit | Egede II          |                                  |
| 5. Juni 2023       | amtierend          | Naaja H. Nathanielsen         | * 1975 | Inuit Ataqatigiit | Egede II          |                                  |